# Road Warrior Animal
Pour les articles homonymes, voir Laurinaitis et Animal (homonymie).
Joseph Michael Laurinaitis (né le 12 septembre 1960 à Philadelphie et mort le 22 septembre 2020 à Osage Beach) est un catcheur américain.
Il est surtout connu en tant que Road Warrior Animal (parfois annoncé juste sous le nom d'Animal) pour avoir fait équipe avec Road Warrior Hawk pendant vingt ans au sein des Road Warriors/Legion of Doom.
Il commence sa carrière à la Georgia Championship Wrestling sous le nom de The Road Warrior en 1982. L'année suivante, il change de nom de ring pour celui de Road Warrior Animal et fait équipe avec Road Warrior Hawk. Ils deviennent une des équipes les plus populaires des Etats-Unis remportant une fois le championnat du monde par équipes de l'American Wrestling Association, un championnat du monde par équipes de la National Wrestling Alliance (version Mid-Atlantic) et deux championnat du monde par équipes de la World Wrestling Federation.
Ils se séparent en 1992 après le renvoi de Road Warrior Hawk de la WWF après un contrôle anti-drogue positif. Ils font à nouveau équipe à la WWF entre 1997 et 1999 puis au Japon à la Fighting World of Japan Pro Wrestling (en) en 2003. Michael Hegstrand qui incarne Road Warrior Hawk meurt la même année. En 2005, il fait équipe avec Heidenreich et ils remportent une fois le championnat par équipes de la World Wrestling Entertainment. Il est membre du Wrestling Observer Hall of Fame depuis 1996, du WWE Hall of Fame depuis 2011 et du NWA Hall of Fame (en) depuis 2012.
Le 23 septembre 2020, son ami Hulk Hogan annonce sur les réseaux sociaux son décès à l'âge de 60 ans de cause naturelle.

## Biographie

### Jeunesse
Joe Laurinaitis est né à Philadelphie et a deux frères John et Marcus qui vont tous deux devenir catcheurs,. Il n'est pas fan de catch et fait partie des équipes de football américain, de basket-ball et de base-ball de son lycée. Il commence à aller voir des spectacles de catch quand il commence à faire de la musculation avec Michael Hegstrand. Ensemble ils travaillent comme videur du Grandma B, une boîte de nuit de Minneapolis. Ils ont comme collègues Barry Darsow et Richard Rood qui eux aussi vont devenir catcheurs tandis qu'Eddie Sharkey (en), leur futur entraîneur, est barman dans cette boîte de nuit.

### Carrière de catcheur

#### Débuts sur la côte est des États-Unis (1982-1984)
Alors qu'il travaille comme videur du Grandma B avec Michael Hegstrand, Eddie Sharkey (en) propose de les entraîner pour devenir catcheur. Après quelques mois d'entraînement, Sharkey montre une photo de Laurinaitis à Ole Anderson, un catcheur qui est copropriétaire et booker de la Georgia Championship Wrestling. Anderson fait venir Laurinaitis en Géorgie où il prend le nom de The Road Warrior. Son gimmick s'inspire de la saga Mad Max et Laurinaitis entre sur le ring habillé en biker. Il va ensuite dans les Carolines où il lutte chez Jim Crockett Promotions (en) et il y croise Roddy Piper qui lui dit qu'il n'a pas de talent. Laurinaitis retourne dans le Minnesota car il pense avoir échoué mais Ole Anderson revient avec l'idée de faire de lui l'équipier de Michael Hegstrand.
Ils arrivent tous deux en Géorgie en juin 1983 et deviennent les Road Warriors, Laurinaitis prend le nom de Road Warrior Animal tandis qu'Hegstrand prend le nom de Road Warrior Hawk. Ils sont rapidement mis sur le devant de la scène et on leur remet les ceintures de champions par équipes national de la National Wrestling Alliance version Georgia Championship Wrestling le 10 juin. Ils perdent ce titre le 4 décembre face à Buzz et Brett Sawyer. En fin d'année, le Wrestling Observer Newsletter  les désigne comme étant les roookies de l'année.
En janvier 1984, Buzz Sawyer se fait renvoyer et les dirigeants de la Georgia Championship Wrestling remettent à nouveau le titre à Animal et Hawk le 28 janvier. Leur second règne prend fin le 6 mai après leur défaite face à King Kong Bundy et The Masked Superstar. King Kong Bundy quitte la fédération quelques semaines plus tard et la Georgia Championship Wrestling décide d'organiser un tournoi pour désigner les nouveaux champions. The Road Warriors remportent ce tournoi et le titre le 20 mai après leur victoire en finale face à Junkyard Dog et Sweet Brown Sugar. Ron Garvin et Jerry Oates les battent le 4 juillet pour devenir champion.

#### American Wrestling Association(1984-1986)
À l'été 1984, The Road Warriors débutent à l'American Wrestling Association (AWA) avec leur manager Paul Ellering. Verne Gagne, le promoteur de l'AWA, souhaite en faire les heels mais ils deviennent en quelques semaines les favoris du public. Ils remportent le 25 août le championnat du monde par équipes de l'AWA après leur victoire face à The Crusher (en) et Baron Von Raschke. Peu après cette victoire, ils entament une rivalité avec Curt et Larry Hennig après qu'Animal et Hawk attaquent Curt après un combat.
En 1985, ils sont ensuite les rivaux des Fabulous Ones (Stan Lane et Steve Keirn (en)) puis de The Fabulous Freebirds. Cette même année, l'AWA se rapproche de Jim Crockett Promotions (en) ce qui permet à The Road Warriors d'affronter The Russians (Ivan et Krusher Kruschev) qui sont alors les champions du monde par équipes de la National Wrestling Alliance (version Mid-Atlantic). Leur règne de champion du monde par équipes de l'AWA prend fin le 29 septembre après leur défaite face à Jimmy Garvin et Steve Regal après une intervention de The Fabulous Freebirds,.
En 1986, ils continuent leur rivalité avec The Fabulous Freebirds qui donne lieu à un match en cage le 20 avril au cours de WrestleRock remporté par The Road Warriors. Ils quittent cette fédération quelques jours plus tard.

#### All Japan Pro Wrestling(1985-1988)
Entre 1985 et 1988, The Road Warriors luttent ponctuellement au Japon à la All Japan Pro Wrestling (AJPW) grâce à Paul Ellering qui négocie leur venue avec Giant Baba. Au cours de leur premier passage en 1985, ils perdent un match au meilleur des trois tombés face à Jumbo Tsuruta et Genichiro Tenryu champions international par équipes de la National Wrestling Alliance (NWA) le 9 mars.
Le 12 mars 1987, The Road Warriors battent Tsuruta et Tenryu et remportent le championnat international par équipes de la NWA. Ils défendent avec succès leur titre le 30 octobre dans un match revanche. Leur règne prend fin le 10 juin 1988 après leur défaite face à Tsuruta et Yoshiaki Yatsu qui unifient ce titre avec le championnat du monde par équipes de la Pacific Wrestling Federation pour créer le championnat du monde par équipes de l'AJPW.

#### Jim Crockett Promotions / World Championship Wrestling(1985-1990)
The Road Warriors luttent ponctuellement sur la côte est chez Jim Crockett Promotions (en), le principal territoire de la National Wrestling Alliance (NWA), en 1985. Le 6 juillet au cours de The Great American Bash, ils affrontent The Russians (Ivan et Krusher Kruschev) dans un match où le championnat du monde par équipes de l'AWA des Road Warriors et le championnat du monde par équipes de la NWA des Russians est en jeu. Ce combat se termine par une disqualification des deux équipes.
Dès la mi-1986, The Road Warriors travaillent principalement pour Jim Crockett Promotions et participent à la première édition de la  Jim Crockett Sr. Memorial Cup (en) le 19 avril,. Ils remportent ce tournoi en éliminant Mark Youngblood et Wahoo McDaniel (en) au second tour, Bobby Eaton et Dennis Condrey (en) en quart de finale et enfin Magnum T.A. et Ron Garvin en finale,. Le 17 mai, ils font équipe avec Dusty Rhodes et deviennent champion du monde par équipes de trois de la NWA après leur victoire face à Baron von Raschke, Ivan et Nikita Koloff.
En 1987, ils unissent leurs forces avec Dusty Rhodes et Nikita Koloff dans une rivalité avec les Four Horsemen. Au cours de Great American Bash, les parties rivales s'affrontent dans le premier WarGames match (en). Ils sont dans l'équipe vainqueur et remportent le match revanche le même mois. Le 26 novembre à Starrcade, ils battent les Four Horsemen (Arn Anderson et Tully Blanchard) dans un match où le championnat du monde par équipes de la NWA (version (Mid-Atlantic) de ces derniers est en jeu. Juste après ce combat, Earl Hebner qui arbitre ce match change sa décision et disqualifie The Road Warriors car Animal a porté un back body drop à Anderson.
Le 13 février 1988, The Road Warriors et Dusty Rhodes perdent leur championnat du monde par équipes de trois de la NWA après la défaite d'Animal, de Hawk et Paul Ellering face à Ivan Koloff, The Barbarian et The Warlord.

## Palmarès
- All Japan Pro Wrestling
  - 1 fois champion international par équipes de la National Wrestling Alliance avec Road Warrior Hawk[29]

- American Wrestling Association  (AWA)
  - 1 fois champion du monde par équipes de l'AWA avec Road Warrior Hawk[30]

- Fighting World of Japan Pro Wrestling (en)
  - 1 fois champion par équipes de la World Japan avec Road Warrior Hawk

- Georgia Championship Wrestling (en)
  - 4 fois champion national par équipes de la National Wrestling Alliance avec Road Warrior Hawk[9]

- i-Generation Superstars of Wrestling
  - 2 fois champion par équipes de la i-Generation[31]

- Independent Pro Wrestling (IPW)
  - 1 fois champion par équipes de l'IPW avec Road Warrior Hawk[32]

- Jim Crockett Promotions (en)
  - 3 fois champion du monde par équipes de trois de la National Wrestling Alliance (NWA) avec Road Warrior Hawk et Dusty Rhodes (2) puis avec Road Warrior Hawk et Genichiro Tenryu (1)[33]
  - 1 fois champion du monde par équipes de la NWA avec Road Warrior Hawk[34]
  - Jim Crockett Sr. Memorial Cup (1986) avec Road Warrior Hawk[35]
  - NWA Iron Team Tournament at Starrcade 1989: Future Shock avec Road Warrior Hawk[36]

- Professional Championship Wrestling (PCW)
  - 1 fois champion par équipes de la PCW avec Road Warrior Hawk[37]
- Toryumon Mexico
  - 1 fois champion du monde par équipes de l'Universal Wrestling Association avec Power Warrior[38]

- World Wrestling Federation / World Wrestling Entertainment (WWF / WWE)
  - 2 fois champion du monde par équipes de la WWF avec Road Warrior Hawk[39]
  - 1 fois champion par équipes de la WWE avec Heidenreich[40]
  - Membre du WWE Hall of Fame depuis 2011

## Récompenses des magazines
- Pro Wrestling Illustrated
  - Équipe de l'année de 1983 à 1985 et en 1988 avec Road Warrior Hawk[41]
  - Rivalité de l'année en 1987 avec Road Warrior Hawk et The Super Powers (Dusty Rhodes et Nikita Koloff) vs. The Four Horsemen (Ric Flair, Arn Anderson, Tully Blanchard, et Lex Luger)[42]
  - Retour de l'année en 2005[43]
  - Classé 1er au classement des 100 meilleures équipe avec Road Warrior Hawk sous The Road Warriors[44]

| Année | 1991 | 1992 | 1993 à 1995 | 1996 | 1997 | 1998 | 1999 |
| ----- | ---- | ---- | ----------- | ---- | ---- | ---- | ---- |
| Rang  | 18   | 24   | Non classé  | 224  | 135  | 82   | 258  |

- Wrestling Observer Newsletter awards
  - Débutants de l'année en 1983 avec Hawk[46]
  - Équipe de l'année en 1984 avec Hawk[47]
  - Membre du Wrestling Observer Hall of Fame avec Hawk depuis 1996[48]